# Bonifati
Bonifati – miejscowość i gmina we Włoszech, w regionie Kalabria, w prowincji Cosenza.
Według danych na rok 2004 gminę zamieszkiwały 3392 osoby, 102,8 os./km².